# Gliwicki Klub Sportowy Piast 2010-2011
Questa voce raccoglie le informazioni riguardanti il Piast Gliwice nelle competizioni ufficiali della stagione 2010-2011.

## Rosa
| N. |                    | Ruolo | Calciatore         |
| -- | ------------------ | ----- | ------------------ |
| 1  | Polonia (bandiera) | P     | Jakub Szmatula     |
| 2  | Polonia (bandiera) | D     | Łukasz Winiarczyk  |
| 3  | Polonia (bandiera) | D     | Szymon Matuszek    |
| 4  | Polonia (bandiera) | D     | Mateusz Matras     |
| 5  | Polonia (bandiera) | D     | Paweł Gamla        |
| 6  | Polonia (bandiera) | C     | Mariusz Zganiacz   |
| 7  | Polonia (bandiera) | A     | Jakub Smektała     |
| 8  | Polonia (bandiera) | D     | Jarosław Kaszowski |
| 9  | Polonia (bandiera) | C     | Marcin Pietroń     |
| 10 | Polonia (bandiera) | A     | Michal Chalbinski  |
| 11 | Polonia (bandiera) | C     | Mariusz Muszalik   |
| 12 | Polonia (bandiera) | P     | Robert Pietrek     |
| 13 | Polonia (bandiera) | A     | Roman Maciejak     |

| N. |                      | Ruolo | Calciatore           |
| -- | -------------------- | ----- | -------------------- |
| 14 | Polonia (bandiera)   | D     | Adrian Klepczyński   |
| 15 | Polonia (bandiera)   | D     | Łukasz Krzycki       |
| 16 | Polonia (bandiera)   | C     | Bartlomiej Sielewski |
| 17 | Polonia (bandiera)   | C     | Tomasz Podgorski     |
| 18 | Polonia (bandiera)   | C     | Bartosz Iwan         |
| 20 | Polonia (bandiera)   | C     | Jakub Biskup         |
| 21 | Polonia (bandiera)   | D     | Slawomir Szary       |
| 22 | Polonia (bandiera)   | C     | Krzysztof Halgas     |
| 23 | Polonia (bandiera)   | P     | Krzysztof Kozik      |
| 25 | Rep. Ceca (bandiera) | D     | Jan Buryan           |
| 30 | Brasile (bandiera)   | A     | Maycon               |
|    | Polonia (bandiera)   | A     | Krzysztof Chrapek    |